# Sutyna sculpta
Sutyna sculpta là một loài bướm đêm trong họ Noctuidae.